# مرغ‌های شاخدار کاکلی
مرغ‌های شاخدار کاکلی (نام علمی: Guttera)، سرده‌ای از پرندگان خانواده مرغان شاخدار است که توسط یوهان گئورگ واگلر در سال ۱۸۳۲ معرفی شد و دارای چهار گونه است.
نام گوترا ترکیبی از دو کلمه لاتین gutta به معنی «نقطه» و -fera به معنای «داشتن» (از ferre: خرس) است.
این چهار گونه در جنگل‌های جنوب صحرای آفریقا یافت می‌شوند. برخلاف دیگر مرغان دریایی، آنها کاکل سیاه و سفید مشخصی دارند.